# Mycetophila leonyivoffi
Mycetophila leonyivoffi är en tvåvingeart som beskrevs av Duret 1991. Mycetophila leonyivoffi ingår i släktet Mycetophila och familjen svampmyggor. Inga underarter finns listade i Catalogue of Life.